# Аверон
Аверон (фр. Aveyron) — департамент на півдні Франції, один із департаментів регіону Окситанія. Порядковий номер 12.
Адміністративний центр — Родез. Населення 263,8 тис. осіб (78-е місце серед департаментів, дані 1999 р.).

## Географія
Площа території 8735 км². Департамент розташований у гористій місцевості, найвища точка — вершина Майєбьо (1469 м).
Департамент об'єднує три округи, 46 кантонів і 304 комуни.

## Історія
Аверон — один із перших 83 департаментів, створених у березні 1790 р.